# Adriano Espaillat
Adriano Espaillat Rodriguez (Santiago de los Caballeros, 27 de septiembre de 1954) es un político estadounidense de origen dominicano que se desempeña desde 2011 como senador por el distrito 31 en el Senado de Nueva York. Desde 1997 a 2010 fue miembro de la Asamblea Estatal de Nueva York, convirtiéndose en el primer dominicano en ser electo a una Asamblea de Estado en los Estados Unidos.

## Educación
Espaillat se graduó de bachillerato en la Escuela Secundaria Bishop Dubois en el 1974. En el 1978, obtuvo su grado de licenciatura en Ciencias Políticas de la Universidad de Queens. Además de asambleísta, es catedrático Adjunto del Departamento de Ciencias Políticas del Colegio Universitario de la Universidad de la Ciudad de Nueva York, conocida por sus siglas en inglés como CUNY.

## Carrera
En 1996, Espaillat ganó su puesto de asambleísta del distrito 72, que abarca Washington Heights, Inwood y Marble Hill en la parte alta de Manhattan. En el 2006, Adriano Espaillat se convirtió en Oficial Electo Sénior en la comunidad dominico-americana de los Estados Unidos, luego de ser electo para su sexto período a la Asamblea del Distrito 72 del Condado de Nueva York.
Espaillat es miembro de los siguientes Comités: Medios; Alcoholismo y Abuso de Drogas Ilícitas; Servicios Sociales; Corporaciones, Autoridades y Comisiones; Seguro; y Conservación del Medio Ambiente. También es miembro del Grupo de Trabajo Puertorriqueño Hispano. Anteriormente, el asambleísta Espaillat fue Presidente de la Comisión de Ciencia y Tecnología y del Grupo de Trabajo de Nuevos Americanos del Estado de Nueva York.
En enero de 2017 el político de origen dominicano se juramentó  como representante del 13 er Distrito Congresual de Nueva York ante el Congreso de los Estados Unidos.
Espaillat se convierte así en la primera figura de origen dominicano en ser elegido congresista a nivel nacional en Estados Unidos.

## Vida privada
Tiene dos hijos, Adriano Ulises y Natalia.